# Tektonik (Architektur)
In der Architekturtheorie versteht man unter Tektonik das Zusammensetzen von Bauteilen zu einem Gefüge beziehungsweise Bauwerk. Gottfried Semper definierte den Begriff als die „Kunst des Zusammenfügens starrer, stabförmig gestalteter Teile zu einem in sich unverrückbaren System“ (Gottfried Semper: Der Stil in den technischen und tektonischen Künsten, 1860).
Das Adjektiv tektonisch bedeutet in diesem Kontext: klar aufgebaut, wie in der Baukunst gefügt. Außerdem wollen Mitglieder der Jugendstil-Bewegung auch, dass ihre Gebäude die dekorative und tektonische Funktion miteinander verbinden.
Der Begriff der Tektonik beschreibt nicht nur den wahren konstruktiven Aufbau, sondern auch dessen sinnbildliche oder symbolische Erscheinung. Die dabei hervorgerufene Vorstellung vom konstruktiven Aufbau muss mit der tatsächlichen Baukonstruktion nicht unbedingt übereinstimmen. Das wichtigste Beispiel für einen solchen Unterschied ist der griechische Tempel, wo die tektonische Wirkung mit Hilfe von Ornament erzeugt wird.